# Andrew MacGregor Marshall
Andrew MacGregor Marshall (født 25. marts 1971) er en skotsk journalist og forfatter, som hovedsageligt fokuserer på humane rettigheder, konflikter, politik og kriminalitet, især i Asien og Mellemøsten. Han er assisterende redaktør på avisen The Scotsman og underviser i journalistik på Edinburgh Napier University.
Marshall var gennem en årrække korrespondent for Reuters, hvor han i 2000 blev vice-bureauchef i Bangkok og var redaktør for Mellemøsten (2006-2008), men fratrådte i 2011 grundet kontrovers om udgivelse af eksklusive artikler, han havde skrevet om det thailandske kongehus.
I 2014 udgav han bogen A Kingdom in Crisis (dansk: Et kongedømme i krise), der efterfølgende blev forbudt i Thailand. Overtrædelse af forbuddet kan medføre op til tre års fængsel. Marshall, der i dag bor i Edinburgh, blev officielt anklaget for majestætsfornærmelse efter den strenge thailandske lèse-majesté-lovgivning.